# Pietrani
Pietrani (sobrenome) é um sobrenome de origem italiana, é também encontrado nas regiões onde se registrou imigração de naturais deste país ao longo da História, como Brasil, Argentina e Estados Unidos.

## Origem
O sobrenome Italiano Pietrani foi classificado como sendo um patronímico, ou seja, o sobrenome ou apelido familiar derivado do prenome de um antepassado do portador inicial.
O termo Pietrani foi a forma plural de Pietrano, este formado pela junção entre o nome do próprio Pietro e o sufixo “ano”, que foi utilizado para se criar uma forma afetiva familiar, um apelido familiar.
Pietro tem suas origens etimológicas no aramaico "Kéfa" e ao hebraico "Képhas", que significam pedra, rocha, rochedo. Foi traduzido para o latim como Petrus (derivado de petra, pedra, rocha) e difundido graças ao prestígio e culto ao primeiro Apóstolo de Cristo e primeiro Papa, Pedro, em italiano Pietro.
Assim, entre os séculos VIII e XV, quando 90% dos sobrenomes se formaram, alguém cujo nome fora Pietro, mas que fosse conhecido como Pietrano, acabou repassando o termo a seus descendentes como um sobrenome, posteriormente, para se identificar um clã familiar, surgiu a forma plurificada.
Em italiano, a frase “Família dos Pietranos” fica “Famíglia dei Pietrani”.

## Brasão de Armas
As armas da família Pietrani são: um campo ouro onde exibe-se uma faixa diagonal negra descendo da esquerda para a direita, acompanhada por uma rosa vermelha.

## Presença na Italia

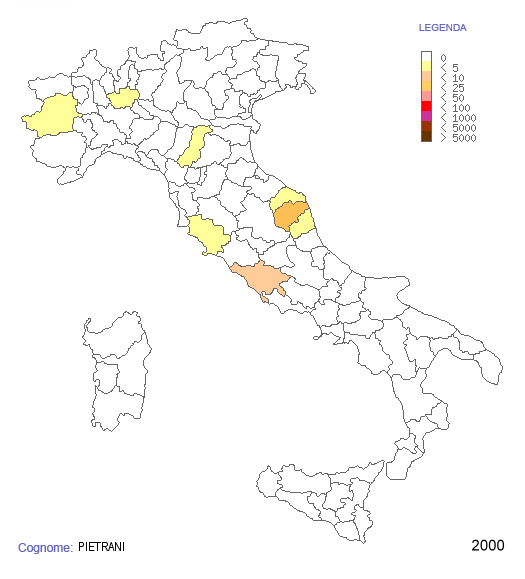
Distribuição da família Pietrani no território Italiano

O sobrenome Pietrani está presente em seis regiões italianas: Marche, Lazio, Lombardia, Piemonte, Emilia Romagna e Toscana.

## O fluxo imigratório no Brasil

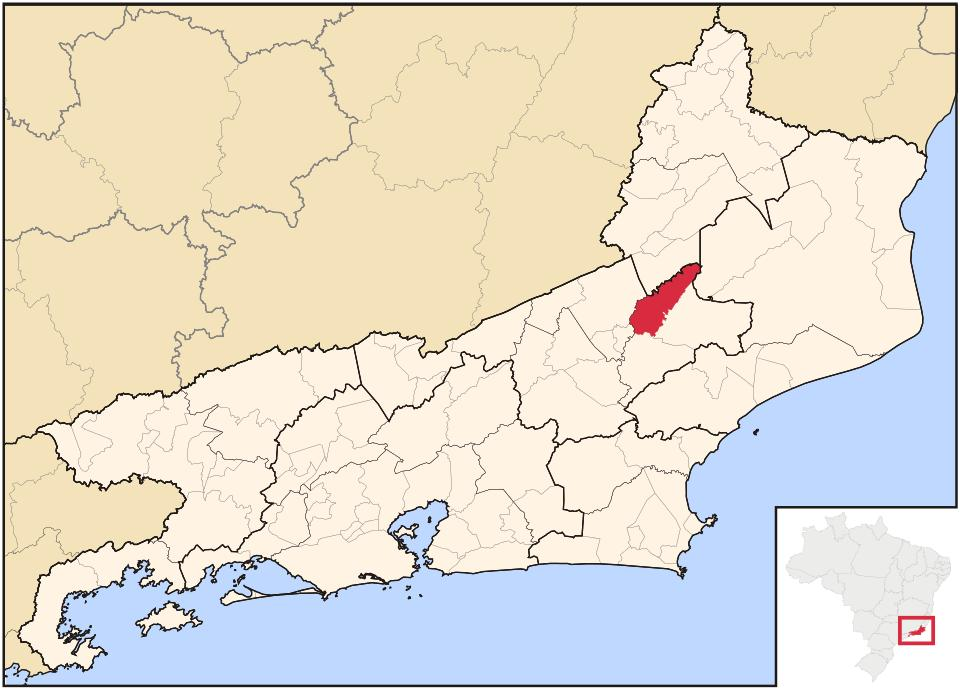
São Sebastião do Alto no Estado do Rio de Janeiro

Com o grande fluxo imigratório de italianos registrados nos anos de 1880, Giovanni Pietrani, casado com Paola Rossi Pietrani e seus filhos Angelo e Maria Pietrani, vieram para o Brasil para celebrar um contrato de trabalho com Cornélio de Souza Lima, grande proprietário da Fazenda São Marcos, no município de São Sebastião do Alto, Rio de Janeiro.
O contrato consistia em mão de obra nas lavouras de café em troca de metade da produção agrícola, além de alojamento e ferramentas necessárias ao trabalho.
Cornélio de Souza Lima começou a introduzir imigrantes italianos em sua propriedade, na condição de colonos agrícolas, em dezembro de 1884. Com o bem sucedido projeto de imigração e modelo de parceria e trabalho, centenas de italianos vieram para a fazenda de São Marcos, onde se formou uma verdadeira vila italiana.
Atualmente, o fluxo imigratório de italianos é refletido na expressiva composição étnica de São Sebastião do Alto, principalmente da família Pietrani.